# Франческо Фаа ди Бруно
Вижте пояснителната страница за други личности с името Франциск.
Франческо Фаà ди Бруно (на италиански: Francesco Faà di Bruno) е италиански офицер, математик и свещеник.
Той е беатифициран от папа Йоан Павел II на 25 септември 1988 г. Макар и да не е канонизиран, е смятан за един от торинските „Социални светци“ – група религиозни лица и миряни от Торино от периода 19 – 20 век, които се посвещават на благотворителни и социални дейности в града. Приятел е с дон Боско, който работи в Торино през същия период.

## Биография

### Произход и образование
Фаа ди Бруно е роден на 29 март 1825 г. в град Алесандрия (Сардинско Кралство). Той е 10-то и последно дете на маркиза на Бруно Лодовико Фаа ди Бруно и на съпругата му Каролина Сапа де' Миланези. По-малък брат на бъдещия капитан на кораб Емилио Фаа ди Бруно, Франческо произхожда от благороднически род от Пиемонт. Пълното му име е Франческо да Паола Вирджинио Секондо Мария Фаа ди Бруно. През 1834 г., на 9-годишна възраст, губи майка си.
През 1836 г. постъпва в колежа на Отците сомаски (на латински: Ordo Clericorum Regularium a Somascha) в град Нови Лигуре, Северна Италия. През 1840 г. постъпва във Военната академия на Торино.

### Военна кариера
След като приключва престоя си във Военната академия, той е назначен за офицер, отличавайки се в географските изследвания и картографията. През 1848 – 1849 г. участва в Първата война за италианска независимост. Воюва в Пескиера дел Гарда и прави топографски проучвания на територията на Ломбардия, през които преминава Пиемонтската армия. Това му позволява да създаде Голямата карта на Минчо, доста полезна на пиемонтците във Втората война за независимост през 1859 г., като така допринася за победата в битката при Солферино и Сан Мартино. През 1849 г. е повишен в капитан на Генералния щаб. Ранен е в битка при Новара и впоследствие е награден с орден за бойни заслуги.
Крал Виктор Емануил II го избира за преподавател на синовете му Умберто (бъдещият крал на Италия Умберто I) и Амадей (бъдещият крал на Испания Амадей I). Той е изпратен в Сорбоната в Париж, за да може да задълбочи своите математически и астрономически проучвания, и да се подготви за възложената му задача. Получава диплома по математика на 10 март 1851 г. Междувременно, след като ролята му на преподавател на младите принцове не се осъществява поради ширещите се антиклерикални настроения, Фаа ди Бруно се занимава с брегова топографска дейност от Ла Специя до Ница. На 14 март 1853 г. обаче той решава да се оттегли от военна длъжност.
Мотивиран от католическата си вяра, отказва да се бие в дуел с офицер, който го е обидил с твърдението, че не е в състояние да завърши висше образование наместо простата диплома. След отпуската си през 1853 г. той се завръща в Сорбоната и завършва математически и астрономически науки с две дипломни работи на 20 октомври 1856 г.

### Научна кариера
През 1855 г. Фаа ди Бруно започва работа във Френската национална обсерватория под ръководството на френския математик и астроном Юрбен Льо Верие. През 1857 г. започва да преподава математика, физика и астрономия в Торинския университет. От този момент той не спира преподавателската си дейност както в Торинския университет, така и във Военната академия на Торино и в торинската гимназия „Фаа ди Бруно“. Поради търканията между католическия свят и Италианската държава в онзи антиклерикален период той никога не е назначен за редови професор, а едва през 1876 г. е назначен за нещатен професор. Съдържанието на курсовете му обхваща необичайни области като теорията на елиминантите, теорията на инвариантите и елиптичните функции. Той публикува различни трактати и записки. През 1859 г. на френски език в Париж излиза неговата „Обща теория на елиминантите“, в която е изложена формулата, която носи името му. Славата му в математиката обаче е свързана преди всичко с Трактата за теорията на бинарните форми.
Той също така се посвещава на инженерната наука и е изобретател: в допълнение към различните инструменти за научни изследвания, през 1856 г. поради слепотата на сестра му Мария Луиджа, Фаа ди Бруно проектира и патентова бюро за незрящи, наградено със сребърен медал на Националното изложение за продуктова индустрия през 1858 г. През 1878 г., усещайки необходимостта от отбелязване на часовете на деня, той патентова електрически будилник: механичен, обикновено ръчен часовник, който има и функцията на будилник. Фаа ди Бруно измисля и вид живачен барометър.
Той прави строителните изчисления и следи изграждането на камбанарията на църквата „Нашата господарка на добрите дела и Св. Дзита“ в Торино, известна и като църквата на Св. Дзита. Сътрудничи с италианския архитект Едоардо Арборио Мела, който проектира църквата като цяло. С нейната височина от 83 м в онзи период тя е втората най-висока сграда в града след Моле Антонелиана. Причината, поради която Фаа ди Бруно се заема с работата, е социална: той иска да попречи на работниците и работничките в града да бъдат мамени за работното им време, като изчислява, че часовник с диаметър 2 м, поставен върху различните лица на камбанарията, би бил видим в голяма част от Торино и свободно достъпен за всички.

### Човек на вярата
Франческо Фаа ди Бруно е през целия си живот е човек на вярата. По време на военния си период пише „Наръчник на християнския воин“.
По покана на неговия професор в Сорбоната Огюстен Коши на 25 април 1856 г. Фаа ди Бруно е един от членовете на първия Генерален съвет на Œuvre des Écoles d'Orient – френска асоциация, известна днес като L'Œuvre d'Orient: институция в помощ на християните от Ориента повече от 160 г.
Той изживява неспокойно патриотичното си желание да види Италия обединена в лицето на антиклерикалната идеология, проникваща в нейната конкретна реализация.
Като учен той твърди, че намира абсолютна хармония между наука и вяра.
Фаа ди Бруно е любител на музиката и издава списание за църковна музика „Католическа лира“. Самият той композира свещени мелодии, оценени положително от Ференц Лист. Основава неделни певчески школи, посещавани от онези жени – домашни помощнички, на които посвещава част от своите дела. По негово време тяхното положение е тежко: експлоатацията на труда, бедността, маргинализацията са често срещани явления, както и отстраняването им при бременост. Фаа ди Бруно предприема редица инициативи за подпомагането им, като също така създава убежище за самотни майки. Крайъгълният камък на тази негова дейност е „Делото на Св. Дзита“, основана през 1859 г. Към това се добавят и други дейности от социален и образователен характер в помощ на младите и на възрастните жени, както и на тези в затруднение. Към Св. Дзита са изградени католически универсален магазин, печатница, парна обществена пералня. Освен това той поощрява изграждането на обществени тоалетни и отварянето на икономични кухни.
През 1862 г. открива частен професионален колеж в село Беневело д'Алба за обучение на бъдещите ръководители на страната.
Основава и Взаимната циркулираща библиотека с цел популяризирането на научните и религиозните текстове. Инициативата се разраства в цяла Италия и получава одобрението на папа Лъв XIII. Целта на билиотеката е културното разпространение и чрез нея е възможно да се наемат книги, не само тези на Фаа ди Бруно, но и от общ интерес, които се изпращат из цяла Италия на разумни цени.
След строежа на църквата „Нашата господарка на добрите дела и Св. Дзита“ на ул. Сан Донато 33 в Торино, започнал през 1868 г., чиято камбанария Фаа ди Бруно проектира, тя става място за молитва за загиналите във война.
На 16 юли 1881 г. се ражда Конгрегацията на монахините – минималистки на нашата Господарка на добрите дела, на които Фаа ди Бруно завещава делото на молитвата за починалите във война и ангажимента за продължаване на неговите социални, образователни и помощни дейности в полза на жените. Тези дейности съществуват и през 2019 г. в Италия, Румъния, Конго, Аржентина и Колумбия. Първите тържествени церемонии по признаването на конгрегацията са едва през 1893 г., след смъртта му, защото е необходимо да се изчака официалното признание на Католическата църква, която първоначално има някои резерви.
На 22 октомври 1876 г. Франческо Фаа ди Бруно е ръкоположен в Рим за свещеник. Той желае това, за да следва по-добре Конгрегацията на монахините.

### Смърт и беатификация
Фаа ди Бруно умира внезапно от чревна инфекция на 27 март 1888 г., два дена преди 53-тия си рожден ден. Беатифициран е през 1988 г., на 100-годишнината от смъртта си.
Денят на смъртта му е определена за богослужебен спомен на Блажения, който е и покровител на Инженерния корпус (бивш Технически корпус) на Италианската армия.
Тленните му останки са погребани в урна, изложена в страничния параклис на църквата „Нашата господарка на добрите дела и Св. Дзита“.

## Музей
В Торино, близо до църквата „Нашата господарка на добрите дела и Св. Зита“, се намира музей с 9 зали с колекция от научни инструменти, използвани или изобретени от блажения Франческо Фаа ди Бруно, богата научна библиотека и колекция свещенически дрехи, сред които изпъква чаша, дарена от папа Пий IX по случай свещеническото му ръкополагане.

## Произведения на Фаа ди Бруно
- Mémoire sur les colonnes torses (1850)
- Sullo sviluppo delle funzioni Annali di Scienze Matematiche e Fisiche di Tortolini 6, 479 – 480, 1855. Esposizione della formula di Faà di Bruno sia nella forma standard, nota almeno a partire dai lavori di Antoine Arbogast, che nella forma di determinante, contributo originale di Francesco Faà di Bruno.
- Théorie générale de l'élimination (Paris: Leiber et Faraguet, 1859)
- Traité élément du calcul des erreurs avec des tables stéréotypées (1869)
- Piccolo omaggio della scienza alla Divina Eucaristia (1872)
- Théorie des formes binaires (1879).